# Йос Лансінк
Йос Лансінк (нід. Jos Lansink, 19 березня 1961) — нідерландський вершник.
Олімпійський чемпіон 1992 року в командному конкурі, учасник 1988, 1996, 2000, 2004, 2008, 2012 років.
Чемпіон Європи з конкуру 1991 року в командному конкурі, срібний призер 2007  Individual, 1997 (командний конкур) років, бронзовий призер 1989 (індивідуальний конкур), 1991 (індивідуальний конкур), 1999 (командний конкур) років.
Переможець Всесвітніх ігор з кінного спорту 2006 року в індивідуальному конкурі.
Бронзовий призер Всесвітніх ігор з кінного спорту 2002, 2010 років у командному конкурі.